# Bálint Károly
Bálint Károly (Lőrincfalva, 1935. április 29. –) magyar szobrászművész.

## Életpályája
A Maros megyei Lőrincfalván született 1935. április 29-én. A Marosvásárhelyi Művészeti Középiskolában érettségizett, majd a kolozsvári Ion Andreescu Képzőművészeti Főiskolán folytatta tanulmányait, ahol mesterei Vetró Artúr, Ion Irimescu, Kós András voltak. 1960-1983 között Marosvásárhelyen a Papiu Ilarian Líceumban, az Árvaházi és Kisegítő Iskolában, majd a Bolyai Farkas Gimnáziumban dolgozott rajztanárként. A Gyergyószárhegyen nyaranta megrendezett Barátság alkotótábor aktív résztvevője volt. Szobrai márványból, terrakottából, fából és hegesztett fémből készültek. Portréi gyakran az anyaság motívumát hordozzák. 
Fél évszázados pályafutása során plasztikai alkotásai, aktjai mellett temperával készített tájképeket is készített. Számos köztéri szobor alkotója, 1960 óta rendszeresen vesz részt közös tárlatokon, egyéni kiállításokat szervez. Alkotásait múzeumok, közintézmények és magángyűjtemények őrzik.
Számos szobra megtalálható Magyarországon, Németországban, az Amerikai Egyesült Államokban, Angliában, Franciaországban, Olaszországban, Izraelben és az egykori Jugoszlávia területén is.

## Kitüntetései
- 1983 – Barátság Alkotótáborért érem.
- 1992 – Titre de Membre D’Honneur Azuria Cannes.
- 1999 – Szerencsepatkó rend.
- 2004 – Románia államelnöke a Kulturális Érdemrend lovagi fokozatával tünteti ki.